# Port lotniczy Tallinn

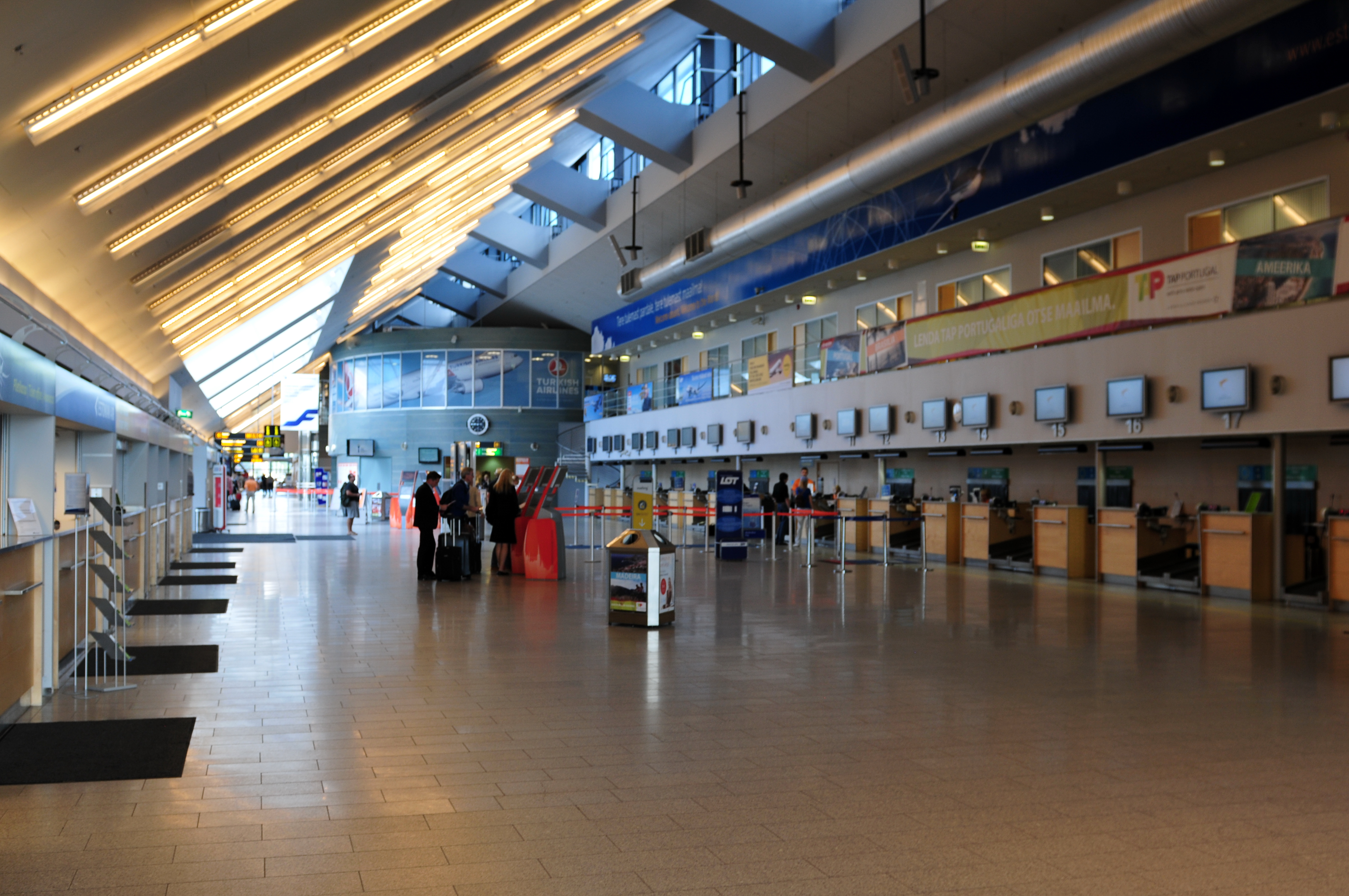
Terminal

Port lotniczy Tallinn – lotnisko znajdujące się ok. 4 kilometry od centrum Tallinna. Największy port lotniczy Estonii. W 2015 roku obsłużył ponad 2 166 000 pasażerów.
Od 29 marca 2009 nosi imię Lennarta Meriego.

## Linie lotnicze i połączenia
| Linia lotnicza                | Kierunek |
| ----------------------------- | --- |
| Aegean Airlines               | 1. Ateny |
| Air Baltic                    | 1. Amsterdam 2. Berlin 3. Bruksela 4. Kopenhaga 5. Londyn-Gatwick 6. Malaga 7. Monachium 8. Nicea 9. Oslo-Gardermoen 10. Paryż-Charles de Gaulle 11. Ryga 12. Tampere (od 29 października 2023) 13. Teneryfa-Południe (od 30 października 2023) 14. Wilno Sezonowo: 1. Billund 2. Burgas 3. Dubrownik 4. Genewa (od 30 grudnia 2023) 5. Gran Canaria (od 7 grudnia 2023) 6. Heraklion 7. Malta 8. Rodos 9. Salzburg 10. Split Sezonowe czartery: 1. Hurghada (od 4 listopada 2023) 2. Szarm el-Szejk (od 24 października 2023) |
| Air Montenegro                | Sezonowe czartery: 1. Tivat |
| Corendon Airlines             | Sezonowe czartery: 1. Antalya 2. Hurghada |
| Diamond Sky                   | 1. Kärdla |
| European Air Charter          | Sezonowe czartery: 1. Burgas |
| Eurowings                     | Sezonowo: 1. Praga (od 31 marca 2024) |
| Finnair                       | 1. Helsinki |
| Flydubai                      | 1. Dubaj (od 12 października 2024) |
| Freebird Airlines             | Sezonowe czartery: 1. Antalya 2. Gazipaşa |
| GetJet Airlines               | Sezonowe czartery: 1. Warna |
| Heston Airlines               | Sezonowe czartery: 1. Heraklion 2. Rodos 3. Szarm el-Szejk 4. Tivat |
| LOT                           | 1. Warszawa-Okęcie |
| Lufthansa                     | 1. Frankfurt 2. Monachium |
| Mavi Gok Aviation             | Sezonowe czartery: 1. Antalya |
| Nordica                       | Sezonowe czartery: 1. Heraklion 2. Hurghada 3. Rodos 4. Szarm el-Szejk 5. Teneryfa-Południe |
| Norwegian Air Shuttle         | 1. Oslo-Gardermoen |
| Nyxair                        | 1. Kuressaare Sezonowo: 1. Helsinki |
| Pegasus Airlines              | Sezonowo: 1. Antalya |
| Ryanair                       | 1. Barcelona 2. Mediolan-Bergamo 3. Berlin 4. Londyn-Stansted 5. Rzym-Ciampino (do 28 października 2023) 6. Sztokholm-Arlanda 7. Treviso 8. Wiedeń |
| SAS                           | 1. Kopenhaga 2. Oslo-Gardermoen (od 1 września 2023) 3. Sztokholm-Arlanda |
| SkyUp Airlines                | Sezonowe czartery: 1. Antalya 2. Szarm el-Szejk |
| SmartLynx                     | Sezonowe czartery: 1. Antalya 2. Batumi 3. Burgas 4. Katania (od 13 września 2023) 5. Korfu 6. Enfidha 7. Faro (od 25 września 2023) 8. Heraklion 9. Hurghada 10. Madera (od 23 października 2023) 11. Rodos 12. Szarm el-Szejk 13. Tivat |
| SunExpress                    | Sezonowo: 1. Antalya |
| Swiss International Air Lines | 1. Zurych |
| Transavia                     | 1. Paryż-Orly (od 4 kwietnia 2024) |
| Turkish Airlines              | 1. Stambuł Sezonowo: 1. Antalya 2. Bodrum |
| Wizz Air                      | 1. Kutaisi 2. Londyn-Luton 3. Mediolan-Malpensa |